# NK Jadran Poreč
Nogometni klub Jadran Poreč hrvatski je nogometni klub iz Poreča. Trenutačno se natječe u 2. NL.

## Povijest
Nogometni klub Jadran Poreč osnovan je 6. rujna 1948. godine kao dio Gimnastičkog društva Jadran. Osnovao ga je poznati hrvatski rukometni djelatnik Lujo Györy. Godine 1953. izdvojio se iz Gimnastičkog društva te postao samostalan klub, a za prvog predsjednika izabran je Mario Guetti. 
Svoje domaće utakmice igra na stadionu Veli Jože (kapaciteta 2000 mjesta) a nastupa u plavim dresovima.
Klub se od 1965., kao jedan od četiri najbolja istarska kluba natjecao u novoosnovanoj zonskoj ligi Rijeka – Istra, čiji je prvak bio u dva navrata, sezone 1976./77. i 1983./84., a tri sezone se natjecao i u Hrvatskoj ligi – Jug. 
Najveće uspjehe Jadran doživljava nakon osamostaljenja Hrvatske, kada je sezone 1992./93. reorganizacijom natjecanja postao drugoligaš. Svoju debitantsku sezonu završio je na 12. mjestu. U drugoj natjecateljskoj sezoni 1993./94. osvaja treće mjesto u HNL – Jug.  Pod vodstvom Predsjednika kluba Ivana Heraka dva puta zaredom je osvajao naslov prvaka 2. HNL – Zapad, sezona 1996./97., i 1997./98. kada je i poražen u kvalifikacijama za Prvu HNL. U Drugoj HNL natjecao se do sezone 2000./01. kada ispada u Treću HNL – Zapad, čiji su prvaci postali sezone 2005./06. Sezonu 2006./07. NK Jadran Poreč završio je na 10. mjestu. Klub je 2018. godine proslavio 70. godišnjicu postojanja.

## Vanjske poveznice
- Profil, HNS Semafor
- Nogometni leksikon
- Nogometni magazin